# 乔·沃尔什

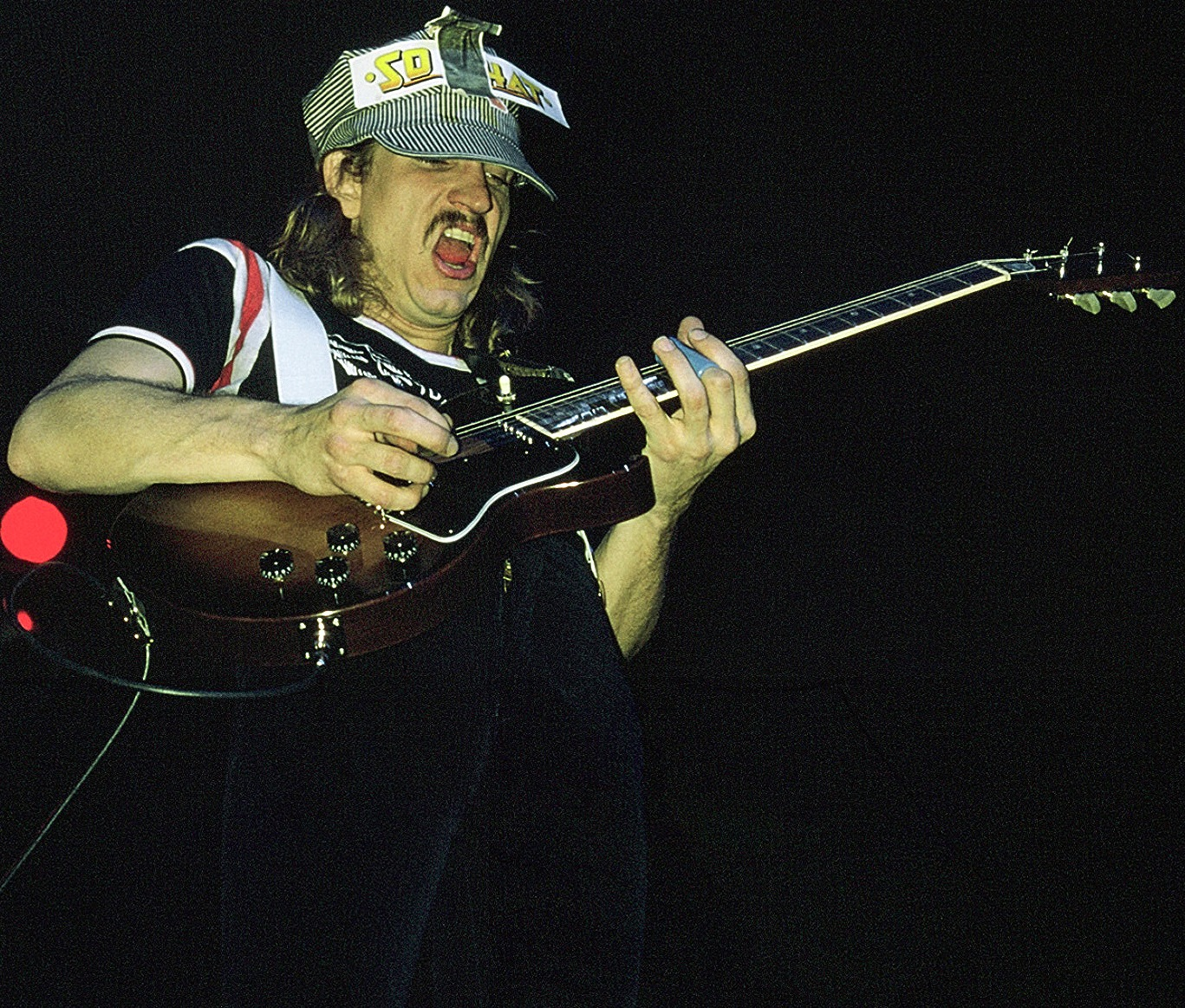
Joe Walsh

约瑟夫·菲德勒·“乔”·沃尔什（英語：Joseph Fidler "Joe" Walsh，1947年11月20日—，生于堪萨斯州威奇托），美国摇滚吉他手，1969年加入摇滚乐团James Gang，1975年12月加入老鹰乐队，是最先发行个人专辑与拥有畅销单曲的团员。乔·沃尔什在乐队内主要彈奏吉他，有時彈奏鍵盤樂器，主唱了《In The City》等曲目。1978年的专辑《But Seriously, Folks...》、单曲《Life's Been Good》电影《都市牛郎》的插曲《All Night Long》都是个人代表作，老鹰乐队解散期间乔·沃尔什仍然有新作陆续推出。
2011年，《滾石雜誌》將他列入有史以來最偉大的吉他手名單中的第54位。